# Rez švestková
Rez švestková je houbová choroba rostlin způsobená houbou Tranzschelia pruni-spinosae z čeledě rzi Uropyxidaceae a řádu rzi ( Pucciniales).  Podle některých zdrojů poškození způsobuje i houba Tranzschelia discolor

## EPPO kód
TRANPS

## Synonyma patogena
Podle EPPO je pro patogena s označením Tranzschelia pruni-spinosae používáno více rozdílných názvů, například Aecidium punctatum nebo Tranzschelia punctata.

## Zeměpisné rozšíření
Evropa, USA, Austrálie

### Výskyt v Evropě
Německo, UK, Polsko

### Výskyt v Česku
Pozitivní

## Hostitel
Podle plantprotection.hu
- slivoň švestka
- meruňka obecná
- broskvoň obecná
- mandloň obecná
- trnka obecná
- myrobalán

### Mezihostitelé
- sasanka (Anemone) zejména sasanka pryskyřníkovitá
- jaterník podléška (Hepatica nobilis)

## Příznaky
List: Na horní straně nažloutlé drobné skvrnky v průměru 1-2 mm. , později nekrotizují. Na rubu listů prášivé hnědé kupky, vytváří se hnědé plošky. Při časném napadení listy opadávají.

## Význam
Napadení může mít epidemický průběh.  Napadení může ovlivnit velikost a jakost sklizně.

## Biologie
Patogen přezimuje na opadaném listí ve formě uredospor a teleutospor. Bazidiospory infikují mladé listy v květnu. Nejdříve se na hostiteli vyvíjejí uredospory (v květnu) na rubu listů a později se vyvinou hnědé - načernalé kolonie teleutospor.

## Ekologie
Šíří se za vlhka a vyšších teplot.

## Šíření
Větrem.

## Ochrana rostlin

### Prevence
Shrabání a spálení listí.

#### Chemická ochrana
Postřiky od konce dubna.
- ABILIS ULTRA
- DITHANE DG NEO-TEC
- HORIZON 250 EW
- LYNX
- ORIUS 25 EW
- ORNAMENT 250 EW
- TALENT